# International Journal of Industrial Organization
Das International Journal of Industrial Economics (IJIO) ist eine 6 Mal im Jahr erscheinende wissenschaftliche Fachzeitschrift zu industrieökonomischen Themen. Es publiziert seit 1983 sowohl empirische als auch theoretische Arbeiten, aber auch Feldstudien zu Themen wie strategische Verhalten, Marktstruktur, industrieller Strukturwandel, Unternehmenstheorie, Marktregulierung, Wettbewerb sowie Produktivität.

## Redaktion
Das Journal wird geleitet von den beiden Redakteuren Yongmin Chen und Pierre Dubois. Ehrenredakteur ist Neil Gandal. Sie werden unterstützt von sechs beratenden, einer Reihe assoziierter und 10 Ko-Redakteuren.

## Rezeption
Eine Studie der französischen Ökonomen Pierre-Phillippe Combes und Laurent Linnemer listet das Journal mit Rang 43 von 600 wirtschaftswissenschaftlichen Zeitschriften in die drittbeste Kategorie A ein.